# Witchery
I Witchery sono un gruppo musicale extreme metal svedese attivo dal 1997.
Il gruppo è stato fondato da alcuni membri dei Satanic Slaughter.

## Formazione
Membri attuali
- Sharlee D'Angelo - basso (1997-presente)
- Patrik Jensen - chitarra (1997-presente)
- Richard Corpse - chitarra (1997-presente)
- Christofer Barkensjö - batteria (2016-presente)
- Angus Norder - voce (2016-presente)

Ex membri
- Micke Pettersson - batteria (1997-1999)
- Tony Kampner (Toxine) - voce (1997-2010)
- Martin Axenrot - batteria (1999-2016)
- Erik Hagstedt (Legion) - voce (2010-2011)
- Masse Broberg (Emperor Magus Caligula) - voce (2011-2016)

Turnisti
- Fredrik Widigs - batteria
- Victor Brandt - basso (2012, 2017, 2019)

## Discografia

### Album in studio
- 1998 - Restless & Dead
- 1999 - Dead, Hot and Ready
- 2001 - Symphony for the Devil
- 2006 - Don't Fear the Reaper
- 2010 - Witchkrieg
- 2016 - In His Infernal Majesty's Service
- 2017 - I Am Legion

### EP
- 1999 - Witchburner